# Saint-Augustin (Métro Paris)

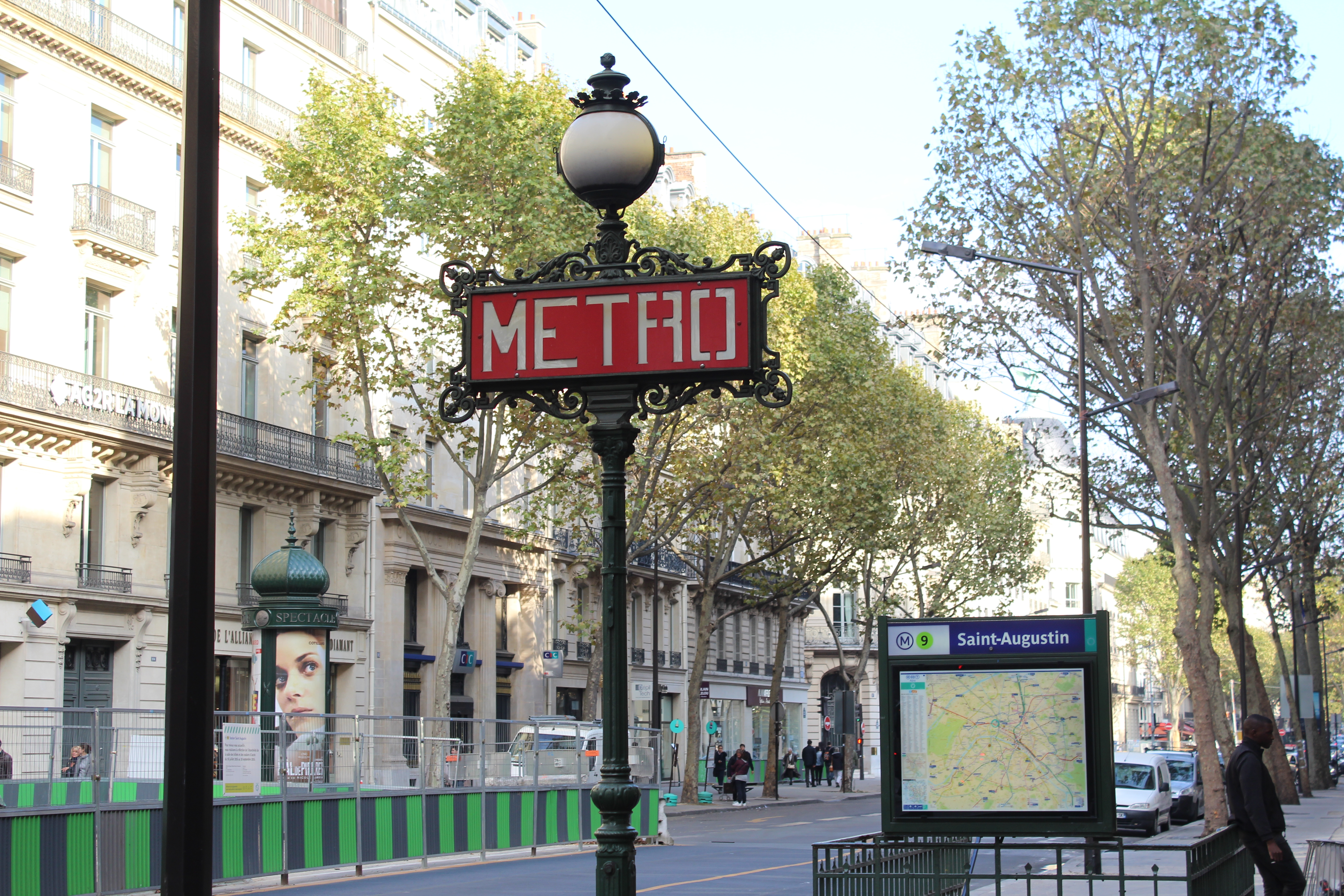
Kandelaber des Typs „Val d’Osne“ an einem der Zugänge

Saint-Augustin [sɛ̃t‿oɡystɛ̃] ist eine unterirdische Station der Linie 9 der Pariser Métro. Seit der Verlängerung der Linie 14 zum Fernbahnhof Saint-Lazare im Dezember 2003 ist Saint-Augustin über einen langen Fußgängertunnel mit der Métrostation Saint-Lazare (Linien 3, 12, 13 und 14) verbunden.

## Lage
Der U-Bahnhof befindet sich im Quartier de la Madeleine des 8. Arrondissements von Paris. Er liegt längs unter dem Boulevard Haussmann östlich dessen Kreuzung mit dem Boulevard Malesherbes.

## Name
Namengebend ist die Place Saint-Augustin vor der nahegelegenen Kirche Église Saint-Augustin. Augustinus von Hippo war Konvertit und wurde im Jahr 395 Bischof von Hippo Regius. Auf seine Lehre berufen sich die Augustinischen Orden der römisch-katholischen Kirche.

## Geschichte und Beschreibung
Am 27. Mai 1923 ging die Verlängerung der Linie 9 von Trocadéro bis Saint-Augustin in Betrieb. Bereits eine Woche später wurde die Linie um zwei Stationen bis Chaussée d’Antin verlängert und der U-Bahnhof Saint-Augustin verlor seinen Status als Endstation.
Er hat die ursprüngliche Pariser Standardlänge von 75 m und Seitenbahnsteige an zwei Streckengleisen. Sie liegen unter einem elliptischen, weiß gefliesten Gewölbe, dessen Krümmung die Seitenwände folgen. Ursprünglich war die Station als Trennungsbahnhof angelegt, die abzweigende Strecke wurde aber nicht realisiert. Der Bahnsteig in Richtung Mairie de Montreuil ist ungewöhnlich breit, da er auch den nicht genutzten Gleistrog überdeckt.
Am Boulevard Haussmann gibt es drei Zugänge, von denen einer einen Kandelaber des Typs „Val d’Osne“ trägt, ein anderer durch ein gelbes „M“ in einem Doppelkreis markiert ist. Zusätzlich existiert ein Ausgang mit Rolltreppe.

## Fahrzeuge
Die Linie 9 wird mit konventionellen Fahrzeugen betrieben, die auf Stahlschienen verkehren. Zunächst verkehrten Züge der Bauart Sprague-Thomson, die dort ihr letztes Einsatzgebiet hatten. 1983 kam die Baureihe MF 67 auf die Strecke. Seit Oktober 2013 kam zunehmend die Baureihe MF 01 zum Einsatz, am 14. Dezember 2016 verkehrte der letzte MF-67-Zug auf der Linie 9.